# Olympische Sommerspiele 2012/Unabhängige Olympiateilnehmer
| Gelbes Symbol für Goldmedaillen mit stilisierten Olympischen Ringen | Graues Symbol für Silbermedaillen mit stilisierten Olympischen Ringen | Braundes Symbol für Bronzemedaillen mit stilisierten Olympischen Ringen |
| ------------------------------------------------------------------- | --------------------------------------------------------------------- | ----------------------------------------------------------------------- |
| —                                                                   | —                                                                     | —                                                                       |

Als unabhängige Olympiateilnehmer nahmen bei den Olympischen Spielen 2012 in London drei Athleten aus Curaçao (ehemalige Niederländische Antillen) sowie einer aus dem Südsudan teil.
Das NOK der Niederländischen Antillen wollte seine Tätigkeit nach der Auflösung des Überseegebiets und dessen teilweiser Eingliederung in die Niederlande im Oktober 2010 fortführen. Doch der IOC-Exekutivrat entzog dem NOK während der 123. IOC-Session, die im Juli 2011 in Durban stattfand, die Mitgliedschaft, da für ein eigenständiges NOK keine Rechtsgrundlage mehr bestehe. Athleten aus dem ehemaligen Überseegebiet, die sich für die Olympischen Spiele 2012 qualifizierten, erhielten die Möglichkeit, als unabhängige Olympiateilnehmer anzutreten.
Im Südsudan, das 2011 die Unabhängigkeit erlangte, hatte das IOC vor den Olympischen Spielen keine Organisation als NOK anerkannt und eine Sportinfrastruktur war erst im Aufbau. Der in den Vereinigten Staaten lebende Südsudanese Guor Marial startete deshalb ebenfalls als unabhängiger Olympiateilnehmer und bestritt den Marathonlauf.

## Teilnehmer nach Sportarten

### Judo
| Athleten                    | Wettbewerb       | 1. Runde      | 1. Runde  | Achtelfinale  | Achtelfinale  | Viertelfinale | Viertelfinale | Hoffnungsrunde Halbfinale | Hoffnungsrunde Halbfinale | Halbfinale    | Halbfinale    | Hoffnungsrunde Finale | Hoffnungsrunde Finale | Finale        | Finale        | Rang |
| Athleten                    | Wettbewerb       | Gegner        | Ergebnis  | Gegner        | Ergebnis      | Gegner        | Ergebnis      | Gegner                    | Ergebnis                  | Gegner        | Ergebnis      | Gegner                | Ergebnis              | Gegner        | Ergebnis      | Rang |
| --------------------------- | ---------------- | ------------- | --------- | ------------- | ------------- | ------------- | ------------- | ------------------------- | ------------------------- | ------------- | ------------- | --------------------- | --------------------- | ------------- | ------------- | ---- |
| Männer                      |                  |               |           |               |               |               |               |                           |                           |               |               |                       |                       |               |               |      |
| Reginald de Windt (Curaçao) | Klasse bis 81 kg | Iwan Nifontow | 004 - 100 | ausgeschieden | ausgeschieden | ausgeschieden | ausgeschieden | ausgeschieden             | ausgeschieden             | ausgeschieden | ausgeschieden | ausgeschieden         | ausgeschieden         | ausgeschieden | ausgeschieden | 32   |

### Leichtathletik
Laufen und Gehen
| Athleten                      | Wettbewerb | Vorlauf | Vorlauf | Halbfinale | Halbfinale | Finale        | Finale        | Rang |
| Athleten                      | Wettbewerb | Zeit    | Rang    | Zeit       | Rang       | Zeit          | Rang          | Rang |
| ----------------------------- | ---------- | ------- | ------- | ---------- | ---------- | ------------- | ------------- | ---- |
| Männer                        |            |         |         |            |            |               |               |      |
| Liemarvin Bonevacia (Curaçao) | 400 m      | 45,60   | 3       | 1:36,42    | 8          | ausgeschieden | ausgeschieden | 24   |
| Guor Marial (Südsudan)        | Marathon   | –       | –       | –          | –          | 2:19:32       | 47            | 47   |

### Segeln
Fleet Race
| Athleten                        | Wettbewerb   | Qualifikation | Qualifikation | Medal Race    | Medal Race    | Punkte | Rang |
| Athleten                        | Wettbewerb   | Punkte        | Rang          | Punkte        | Rang          | Punkte | Rang |
| ------------------------------- | ------------ | ------------- | ------------- | ------------- | ------------- | ------ | ---- |
| Frauen                          |              |               |               |               |               |        |      |
| Philipine van Aanholt (Curaçao) | Laser Radial | 291           | 36            | ausgeschieden | ausgeschieden | 291    | 36   |